# Hugues de Thoisy
Hugues de Thoisy, seigneur de Mimeure, est un ambassadeur du duc de Bourgogne.
Fils de Geoffroy de Thoisy, il fut bailli d'Auxois puis ambassadeur du duc de Bourgogne Philippe le Bon à Rome, en Sicile et à Florence de 1457 à 1462.
Il est chambellan de Charles le Téméraire.
À la mort de Charles le Téméraire en 1478, il prend le parti de sa souveraine Marie de Bourgogne contre le roi de France Louis XI.
Après que ce dernier ait fait envahir le duché de Bourgogne, ses terres sont ravagées et son château est rasé.
Sa fille Claudine est contrainte de vendre ce qu'il en reste à Mongin Contaut, membre ordinaire de la chambre des comptes du duc de Bourgogne, devenu Président pour s'être rallié rapidement à Louis XI.

## Sources
- http://www.mimeure.

Nobiliare universel de France, ou recueil général des généalogies, page 337, Nicolas Viton de Saint Allais - 1814.
- Jacques-François Baudiau, Le Morvand, ou essai géographique, topographique et historique sur cette contrée, 1854, 674 p. (lire en ligne), p. 585.